# Pontus Heuterus

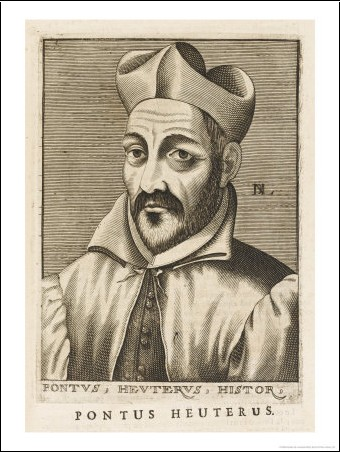
Von Nicolas de Larmessin geschaffenes Porträt

Pontus Heuterus (auch Pontus Heuter oder Pontus de Huyter; * 23. August 1535 in Delft; † 6. August 1602 in Sint-Truiden) war ein niederländischer Historiker und römisch-katholischer Geistlicher.

## Leben
Heuterus war Sohn des Amtmanns und Deichgrafen von Delft Jan de Huyter. Er besuchte zunächst die Schule in Delft und in Leiden. Anschließend ging er nach Mechelen, um bei dem gelehrten Geistlichen Franz Pauli zu studieren. Im August 1555 ging er auf eine Frankreichreise, die seine Studien vorerst abschloss. Nach seiner Rückkehr wurde er Kanoniker in Gorkum. Als im Achtzigjähriger Krieg 1572 die Geusen die Stadt eroberten, wurde er mit neunzehn weiteren Priestern festgenommen. Er entkam dem Tod, da er zum Protestantismus übertrat. Die restlichen Mitgefangenen gingen als die Märtyrer von Gorkum in die Geschichte ein.
Heuterus wurde bei einem der Geusenanführer Geheimschreiber. Ihm gelang allerdings die Flucht und er wandte sich erneut dem Katholizismus zu. Er widmete sich der Geschichtsschreibung und unternahm dazu Reisen, um Archive und Bibliotheken zu studieren. In dieser Zeit setzt auch seine schriftstellerische Tätigkeit ein. Erst 1585 ging er wieder in den Kirchendienst. Zunächst war er Kanoniker in Deventer. Als am 11. Juni 1591 auch diese Stadt fiel, floh er nach Brüssel. Dort wurde er Pfarrer am St.-Johannes-Hospital, anschließend ging er als Kanoniker an die Liebfrauenkirche in Sint-Truiden.
Heuterus starb als Titularpropst von Arnheim in Sint-Truiden. Sein historisches Schaffen wird unterschiedlich bewertet. Er gilt als starker Anhänger des Katholizismus und sein Schaffen soll mitunter parteiisch und hin und wieder verfälscht sein. Andererseits werden seine Schriften auch als wertvoll eingeordnet, da er von ihm neuerschlossene und mitunter heute verlorengegangene Quellen nutzte oder auch als Zeitzeuge Ereignisse festhielt. 

## Werke (Auswahl)
- Nederduytsche Orthographie, Plantyn, Antwerpen 1581.
- Rerum Burgundicarum libri, Plantyn, Antwerpen 1583.
- Rerum Belgicarum libri XV, Nutius, Antwerpen 1598.
- De Veterum ac sui saeculi Belgio libri II, Keerberg, Antwerpen 1600.